# Šahovska olimpijada 1964.
16. Šahovska olimpijada održana je 1964. u Izraelu. Grad domaćin bio je Tel Aviv.

## Poredak osvajača odličja
| Mj. | Država      | Bodova | Igrači |
| --- | ----------- | ------ | ------ |
| 1.  | SSSR        | 36,5   |        |
| 2.  | Jugoslavija | 32,0   |        |
| 3.  | SR Njemačka | 30,5   |        |

| Pobjednici        |
| ----------------- |
| SSSR Sedmi naslov |